# Măureni
Măureni (en hongrois : Móricföld) est une commune du județ de Caraș-Severin en Roumanie.